# Granativora
Granativora – rodzaj ptaków z rodziny trznadli (Emberizidae).

## Występowanie
Rodzaj obejmuje gatunki występujące od południowo-środkowej Europy po Azję Środkową i Południową.

## Morfologia
Długość ciała 15–17,5 cm, masa ciała 18–34 g.

## Systematyka

### Etymologia
Nazwa rodzajowa pochodzi od epitetu gatunkowego Emberiza granativora Ménétriés, 1832 (= syn. Emberiza melanocephala) (łacińskie granatus – „granat” oraz -vorus – „jedzenie” (vorare – „pożreć”)).

### Gatunek typowy
Emberiza melanocephala Scopoli

### Podział systematyczny
Do rodzaju należą następujące gatunki:
- Granativora bruniceps (von Brandt, 1841) – trznadel rudogłowy
- Granativora melanocephala (Scopoli, 1769) – trznadel czarnogłowy